# Leucochrysa (Nodita) minima
Leucochrysa (Nodita) minima is een insect uit de familie van de gaasvliegen (Chrysopidae), die tot de orde netvleugeligen (Neuroptera) behoort. 
Leucochrysa (Nodita) minima is voor het eerst wetenschappelijk beschreven door Banks in 1918.